# Elisabetta Canalis
Elisabetta Canalis (ur. 12 września 1978 w Sassari) – włoska aktorka i prezenterka telewizyjna.
Ukończyła szkołę średnią w Sassari, później przeniosła się do Mediolanu, gdzie na uniwersytecie podjęła studia językowe. Od 2003 zaczęła pojawiać się w serialach telewizyjnych, a także produkcjach filmowych. Zagrała w Deuce Bigalow: Boski żigolo w Europie i Dekameronie, jak również w jednym z sezonów Uczciwego przekrętu. Była prezenterką włoskiej edycji programu Total Request Live. W 2011 razem z Giannim Morandim i Belén Rodríguez poprowadziła galę Festiwalu Piosenki Włoskiej w San Remo.
Jej partnerem życiowym był George Clooney.

## Wybrana filmografia
- 2003: Carabinieri (serial TV)
- 2005: Deuce Bigalow: Boski żigolo w Europie
- 2005: Love Bugs 2 (serial TV)
- 2006: Natale a New York
- 2007: Dekameron
- 2008: La seconda volta non si scorda mai
- 2008: La fidanzata di papà
- 2008: Medici miei (serial TV)
- 2010: A Natale mi sposo
- 2010: Fratelli Benvenuti (serial TV)
- 2010: Uczciwy przekręt (serial TV)[5]